# غلين غوردون كارون
غلين غوردون كارون (بالإنجليزية: Glenn Gordon Caron)‏ هو كاتب سيناريو أمريكي، ولد في 1954 في الولايات المتحدة.

## وصلات خارجية
- غلين غوردون كارون على موقع IMDb (الإنجليزية)
- غلين غوردون كارون على موقع ألو سيني (الفرنسية)
- غلين غوردون كارون على موقع أول موفي (الإنجليزية)
- غلين غوردون كارون على موقع قاعدة بيانات الأفلام السويدية (السويدية)
- غلين غوردون كارون على موقع قاعدة بيانات الفيلم (الإنجليزية)
- غلين غوردون كارون على موقع كينوبويسك (الروسية)